# Праліс грабово-буково-дубовий (пам'ятка природи)
Пра́ліс гра́бово-бу́ково-дубо́вий — ботанічна пам'ятка природи місцевого значення в Україні. Розташована в межах Сторожинецького району Чернівецької області, на південь від села Аршиця. 
Площа 5 га. Статус присвоєно згідно з рішенням облвиконкомувід 30.05.1979 року № 198. Перебуває у віданні ДП «Сторожинецький лісгосп» (Їжівське лісництво, кв. 70, вид. 7). 
Статус присвоєно для збереження частини лісового масиву з цінними віковими насадженнями (граб, бук, дуб). Ділянка має науково-лісівниче значення як зразок корінного типу лісу. 